# Буди се исток и запад
„Буди се исток и запад“ је наслов југословенског препева радне песме „Смело, товарищи, в ногу!“ (Храбро, другови, само тако!), који је Леонид Радин написао током 1895/96. у Москви док је био у затвору Таганка.

## Историја
Песму су први отпевали политички затвореници у походу у сибирско изгнанство 1898. Песма је брзо постала позната по својој узбудљивој природи, али и по пореклу своје мелодије: У Руској револуцији 1905. и Октобарској револуцији 1917. постала је химна у Русији. Ни сам Радин никада није доживео; преминуо је 1900. у 39. години.
Песма је у Југославију дошла пред Други светски рат. Текст српскохрватске верзије написао је Чедомир Миндеровић, а изворни назив је био Црвен је исток и запад (а негде Црвени се исток и запад)